# A Grande Ilusão (livro)
The Great Illusion (A Grande Ilusão) é um livro de Norman Angell, publicado pela primeira vez no Reino Unido em 1909 sob o título Europe's Optical Illusion e republicado em 1910 e posteriormente em várias edições ampliadas e revisadas sob o título The Great Illusion. É um livro influente no campo das relações internacionais.

## Conteúdo
Em A grande ilusão, a tese principal de Angell foi, nas palavras do historiador James Joll, que "o custo econômico da guerra era tão grande que ninguém poderia esperar ganhar iniciando uma guerra cujas consequências seriam tão desastrosas".  Por essa razão, era muito improvável que uma guerra geral europeia começasse e, se isso acontecesse, a guerra não duraria muito. Ele argumentou que a guerra era economicamente e socialmente irracional e que a guerra entre os países industrializados era fútil porque a conquista não compensava. JDB Miller escreve: "A 'Grande Ilusão' era que as nações ganhavam por confronto armado, militarismo, guerra ou conquista."
Segundo Angell, a interdependência econômica entre os países industrializados seria "a verdadeira garantia do bom comportamento de um estado para outro", pois significava que a guerra seria economicamente prejudicial para todos os países envolvidos. Além disso, se um poder conquistador confiscasse propriedade no território que apreendia, “o incentivo [da população local] para produzir seria minado e a área conquistada perderia o valor. Assim, o poder conquistador teve que deixar a propriedade nas mãos da população local, incorrendo nos custos de conquista e ocupação."
Além disso, a natureza do capitalismo moderno era tal que o sentimento nacionalista não motivaria os capitalistas, porque "o capitalista não tem país, e ele sabe, se ele for do tipo moderno, que armas e conquistas e malabarismos com as fronteiras não servem para seus fins, e pode muito bem derrotá-los."

## Recepção critica
A Grande Ilusão foi um sucesso popular e best-seller e foi rapidamente traduzido para onze línguas, tornando-se uma espécie de "culto", gerando grupos de estudos em universidades britânicas. O livro foi retomado pelo visconde Esher, um cortesão encarregado de remodelar o exército britânico após a Guerra dos Bôeres. Também apaixonado pelo livro estava o almirante John Fisher, o primeiro lorde do mar, que o chamou de "maná celestial". O historiador Niall Ferguson usa a receptividade ao livro desses modelos dos estabelecimentos militares e navais britânicos como prova de que não era o trabalho pacifista que superficialmente parecia ser, mas sim um "tratado imperialista liberal dirigido à opinião alemã", com o objetivo de desencorajar a Alemanha de continuar sua tentativa de se tornar uma grande potência naval, um programa que deu início à feroz e cara corrida armamentista naval entre o Reino Unido e a Alemanha. O fato de Angell ter sido contratado como editor do Continental Daily Mail por Lord Northcliffe, um barão da imprensa a quem Ferguson se refere como um "arqui-alarmista", é para Ferguson mais uma evidência de um propósito não pacifista mais profundo para o livro.

## Edição entre guerras
Uma nova edição de The Great Illusion foi publicada em 1933, acrescentando "o tema da defesa coletiva". Angell recebeu o Prêmio Nobel da Paz em 1933.